# Шимчик, Ярослав
Ярослав Якуб Шимчик (пол. Jarosław Jakub Szymczyk; родился 21 марта 1970 года в Катовице) — генеральный инспектор полиции Польши в отставке, руководящий деятель полиции Польши. В 2007—2008 годах — воеводский комендант полиции в Жешуве, в 2008—2012 годах — заместитель воеводского коменданта полиции в Катовице, в 2012—2015 годах — воеводский комендант полиции в Кельце, в 2015—2016 годах — воеводский комендант полиции в Катовице, в 2016—2023 годах — Главный комендант полиции Польши.

## Биография
Ярослав Шимчик родился 21 марта 1970 года в Катовице. Окончил Высшую школу полиции в Щитно и факультет социальных наук Вроцлавского униерситета. В 2016 году на гуманитарном факультете Силезского университета в Катовице защитил докторскую диссертацию по языкознанию под названием «Деонтическая модальность в правовых актах полиции» (пол. Modalność deontyczna w policyjnych aktach prawnych), написанную под руководством Ядвиги Ставницкой, и получил степень доктора гуманитарных наук.
Службу в полиции Польши начал 1 ноября 1990 году в районном управлении полиции в Гливице в качестве референта отдела предотвращения преступлений. С 1 марта 1997 года — младший специалист криминального отдела 2-го комиссариата полиции, с 1 апреля 1998 года — дежурный отделения дежурных при отделе предотвращения преступлений, с 1 июля 2000 года — специалист отделения дежурных при секции предотвращения преступлений. С 1 ноября 2001 года — комендант IV комиссариата полиции в Гливице. В 2005—2006 годах — заместитель городского коменданта полиции Гливице (назначен 21 февраля 2005), в 2006—2007 годах — комендант полиции в Гливице (назначен 14 февраля 2006 года). 25 сентября 2007 года Шимчик был назначен воеводским комендантом полиции в Жешуве, 16 апреля 2008 года занял должность заместителя воеводского коменданта полиции в Катовице (первый заместитель с 15 марта 2011 года). 14 февраля 2012 года назначен воеводским комендантом полиции в Кельце. 27 июня 2014 года президент Польши Бронислав Коморовский произвёл его в надинспекторы полиции, повышение вступило в силу 21 июля 2014 года.
В феврале 2015 года Шимчик был назначен воеводским комендантом полиции в Катовице. 13 апреля 2016 года назначен на должность главного коменданта полиции Польши, 13 июля 2018 года указом президента Анджея Дуды ему присвоено звание генерального инспектора полиции — высшее звание в структуре полиции Польши (решение вступило в силу 20 июля 2018 года). 7 декабря 2023 года Шимчик был освобождён от должности главного коменданта полиции Польши (исполняющим его обязанности был назначен Дариуш Аугустыняк), но заявил, что «пока с полицией не прощается». На посту главного коменданта полиции он пребывал дольше других своих предшественников.
10 июня 2024 года Шимчик стал членом наблюдательного совета гливицкого футбольного клуба «Пяст» по рекомендации миноритарного акционера Збигнева Калужи (пол. Zbigniew Kałuża).

## Скандалы
Пребывание Шимчика на посту главного коменданта полиции Польши ознаменовалось рядом громких преступлений и скандалов, к которым имела прямое отношение польская полиция. К таковым относятся смерть 25-летнего Игора Стаховяка в мае 2016 года, в смерти которого обвинили польских полицейских; смерть в декабре 2023 года 14-летней девочки, долгое время находившейся в розыске и обнаруженной с большим опозданием в центре Андрыхува, и убийство в декабре 2023 года во Вроцлаве двух польских полицейских, находившихся при исполнении служебных обязанностей. Сообщалось, что польская полиция избивала участников акций протеста против ужесточения закона об абортах, отказывалась помочь пострадавшим в результате одной из автокатастроф подросткам, которых якобы обещала довести до больницы, а также направляла своих сотрудников для охраны дома лидера партии «Порядок и справедливость» Ярослава Качиньского. В марте 2023 года были зафиксированы рекордно высокий уровень вакансий в польской полиции и рекордно низкая за 10 лет численность сотрудников польской полиции.
14 декабря 2022 года в здании Главной комендантуры полиции Польши в кабинете Шимчика прогремел взрыв, в результате которого сам главный комендант полиции получил лёгкие ранения и потерял слух; был легко ранен гражданский сотрудник управления. Согласно заявлениям Министерства внутренних дел и управления Польши и непосредственно Шимчика, в кабинете взорвался противотанковый гранатомёт, подаренный коменданту во время его визита на Украину и представленный украинской стороной как уже использованное оружие — взрыв произошёл после того, как комендант решил передвинуть оружие. В интервью радиостанции RMF FM Шимчик рассказал, что в ходе его визита на Украину ему подарили два гранатомёта типа RGW-90 — один от главы Национальной полиции, другой от главы Государственной службы по чрезвычайным ситуациям. Украинские чиновники уверяли его, что оба гранатомёта являлись использованными и были переоборудованы в микрофоны. Перенося гранатомёты в заднюю часть своего кабинета, Шимчик переставил вертикально на полу один из боеприпасов, после чего прогремел взрыв, пробивший пол. По словам коменданта, ему сказали, что оружие можно перевезти спокойно через польско-украинскую границу без каких-либо проблем; внешнюю границу Евросоюза он пересёк по дипломатическому паспорту, не обладая разрешением на перевозку оружия и не сообщив о наличии подобного груза Пограничной страже. Шимчик уверял, что непреднамеренно ввёз в Польшу оружие в снаряжённом состоянии. В декабре 2023 года стало известно, что в ходе расследования в кабинете Шимчика следствие конфисковало три гранатомета (один с изображёнными на нем цветами) и три бутылки с алкоголем, которые на момент конфискации не были открыты (по сообщению врачей, Шимчик на момент госпитализации был трезв). В то же время не было выдвинуто кому-либо каких-либо обвинений по факту произошедшего.

## Награды
- Офицерский крест Ордена Возрождения Польши (2022)[27][28]
- Бронзовый Крест Заслуги (2004)[29][7]
- Серебряная медаль «За долголетнюю службу» (2012)[1][7]
- Золотой, серебряный и бронзовый знаки «Заслуженный полицейский»[пол.] (2011, 2008, 2005)[1][7]
- Серебряная медаль «За заслуги в обеспечении обороноспособности страны» (2010)[7]
- Бронзовая медаль «За заслуги в обеспечении обороноспособности страны»[30]
- Золотой знак «За заслуги перед пожарной охраной»[пол.] (2017)[31]
- Бронзовый знак «За заслуги перед пожарной охраной»[пол.] (2015)[32][30]
- Медаль «Pro Patria»[пол.][30]
- Медаль 20-летия Независимого самоуправляемого профсоюза полицейских[пол.][30]
- Почётный знак Бюро охраны правительства[пол.][33]
- Медаль 100-летия образования Генерального штаба Войска Польского[пол.] (2018, неофициальная награда)[34]
- Медаль 30-летия образования Пограничной стражи (2022)[35]

## Публикации
- Jacek Dworzecki, Jarosław Szymczyk. Kryminologia. Wybrane zagadnienia (пол.). — Gliwice: Gliwicka Wyższa Szkoła Przedsiębiorczości, 2010. — ISBN 978-83-929431-5-0.